# Yantarogekko balticus
Yantarogekko
Genre
Espèce
Yantarogekko balticus, unique représentant du genre Yantarogekko, est une espèce fossile de geckos de la famille des Gekkonidae.

## Répartition
Cette espèce a été découverte dans de l'ambre du Nord-Ouest de la Russie.  Elle date de 54 millions d'années en datation absolue soit de l'Éocène inférieur .

## Description
Yantarogekko balticus est de petite taille, ce gecko mesure de 20 à 22 mm du museau au cloaque, et possède un corps relativement robuste. Il ne possède pas de paupières mobiles. Aucune couleur discernable n'a pu être retenue à partir du spécimen conservé. Les structures des doigts sont typiques des Gekkonidae avec des capacités à l'adhésion.

## Systématique
Yantarogekko balticus pourrait être membre d'une lignée qui aurait divergé avant l'ancêtre commun des geckos actuels. Il pourrait aussi représenter un membre éteint de la radiation des geckos modernes.

## Étymologie
Le nom du genre, Yantarogekko, vient du russe « yantar » qui signifie ambre et du malaisien « gekko », provenant du son produit par le Gekko gecko, ayant donné le nom à ce type de lézards. Quant au nom de l'espèce, balticus, il se réfère à l'origine géographique du spécimen.

## Publication originale
- Bauer, Böhme & Weitschat, 2005 : An Early Eocene gecko from Baltic amber and its implications for the evolution of gecko adhesion. Journal of Zoology (London), vol. 265, no 4, p. 327-332.